# Belvezet
Ne doit pas être confondu avec Belvézet.
Belvezet est une ancienne commune française, située dans le département de la Lozère en région Occitanie. Ses habitants sont appelés les Belvézetois. Elle a formé le 1er janvier 2017 la commune nouvelle de Mont Lozère et Goulet.

## Géographie
Commune située dans le Gévaudan à l'intersection des trois bassins versants du Rhône, de la Garonne et de la Loire se trouve sur le causse de Montbel, très près du Col de la Pierre Plantée, sur le GR7, et sur la limite entre Belvezet et Allenc. Gare (halte) de la ligne de chemin de fer du Monastier à La Bastide Saint Laurent les Bains (Translozérien).

### Communes limitrophes
| Montbel                                         | Saint-Frézal-d'Albuges              |                                     |
| Allenc                                          | Belvezet                            | Chasseradès (Mont Lozère et Goulet) |
| Saint-Julien-du-Tournel (Mont Lozère et Goulet) | Le Bleymard (Mont Lozère et Goulet) |                                     |

## Politique et administration
| Période      | Période  | Identité                       | Étiquette | Qualité |
| ------------ | -------- | ------------------------------ | --------- | ------- |
| janvier 2017 | mai 2020 | Alain Veyrunes                 |           |         |
| mai 2020     | En cours | Jean-Claude Coustes-Chapdaniel |           |         |

| Période                                  | Période | Identité         | Étiquette | Qualité |
| ---------------------------------------- | ------- | ---------------- | --------- | ------- |
| Les données manquantes sont à compléter. |         |                  |           |         |
| 2001                                     | 2006    | Justin Chabalier |           |         |
| 2006                                     | 2016    | Alain Veyrunes   |           |         |

## Démographie
L'évolution du nombre d'habitants est connue à travers les recensements de la population effectués dans la commune depuis 1793. À partir du 1er janvier 2009, les populations légales des communes sont publiées annuellement dans le cadre d'un recensement qui repose désormais sur une collecte d'information annuelle, concernant successivement tous les territoires communaux au cours d'une période de cinq ans. 
Pour les communes de moins de 10 000 habitants, une enquête de recensement portant sur toute la population est réalisée tous les cinq ans, les populations légales des années intermédiaires étant quant à elles estimées par interpolation ou extrapolation. Pour la commune, le premier recensement exhaustif entrant dans le cadre du nouveau dispositif a été réalisé en 2006,.
En 2014, la commune comptait 88 habitants, en évolution de −3,3 % par rapport à 2009 (Lozère : −1,04 %, France hors Mayotte : +2,49 %).
| 1793 | 1800 | 1806 | 1821 | 1831 | 1836 | 1841 | 1846 | 1851 |
| ---- | ---- | ---- | ---- | ---- | ---- | ---- | ---- | ---- |
| 300  | 300  | 392  | 452  | 308  | 240  | 262  | 222  | 248  |

| 1856 | 1861 | 1866 | 1872 | 1876 | 1881 | 1886 | 1891 | 1896 |
| ---- | ---- | ---- | ---- | ---- | ---- | ---- | ---- | ---- |
| 208  | 235  | 208  | 230  | 243  | 301  | 302  | 305  | 287  |

| 1901 | 1906 | 1911 | 1921 | 1926 | 1931 | 1936 | 1946 | 1954 |
| ---- | ---- | ---- | ---- | ---- | ---- | ---- | ---- | ---- |
| 269  | 259  | 263  | 237  | 219  | 225  | 203  | 202  | 154  |

| 1962 | 1968 | 1975 | 1982 | 1990 | 1999 | 2006 | 2011 | 2014 |
| ---- | ---- | ---- | ---- | ---- | ---- | ---- | ---- | ---- |
| 133  | 127  | 106  | 90   | 79   | 81   | 90   | 93   | 88   |

## Culture locale et patrimoine

### Lieux et monuments
- Gare de Belvezet

### Patrimoine naturel
Belvezet  est inclus dans la zone naturelle d'intérêt écologique, faunistique et floristique (ZNIEFF) continentale de type 2 du « Plateau de Lussan et Massifs Boisés », soit 37 159,43 hectares sur 40 communes dont Belvezet.